# 7.63x25mmマウザー弾
7.63x25mm マウザー弾あるいはモーゼル弾 （7.63x25mm Mauser）あるいは.30モーゼル弾は、モーゼルC96拳銃で使用するために、1896年にドイツで開発された拳銃弾である。

## 概要
マウザー弾は、1893年に設計された7.65x25mmボルヒャルト弾を母体に開発された。7.65x21mmパラベラム弾とは開発国・開発時期と口径およびボルトネック型の外見が似ているため混同されることがあるが別の設計である。
マウザー弾を使用する銃器には、モーゼルC96とその派生型・コピー品、戦後に開発されたスイス製のベルグマンM/20など一部の短機関銃が含まれる。
現在7.63x25mmマウザー弾は、フィオッチ社、セリアー&ベロット社、プルビ・パルチザン社で生産されている。

## 派生型
7.63x25mmマウザー弾はソ連の7.62x25mmトカレフ弾のベースにもなった。薬莢の寸法がほぼ等しいため両者には互換性があるが、現在流通しているトカレフ弾の多くは軟鋼製のジャケットを弾頭に用いているため、特にモーゼルC96のような銃身交換が困難な銃器から、こうした軟鋼ジャケットのトカレフ弾を発射すると、銃身内のライフリングの磨耗が早まり、銃身の寿命を短くしてしまう。
反対にトカレフ弾用の銃は最初から銃身も消耗品と割り切った設計がなされ、銃身交換が容易な設計となっているほか、銃身内にクロムメッキを施して耐摩耗性を向上させるなどの工夫が施されている。
冬戦争と第二次世界大戦の期間中、フィンランド国防軍やドイツ国防軍はソ連製の短機関銃を鹵獲運用した。PPSh-41など当時のソ連製短機関銃は7.62mmトカレフ弾を用いていたため、代わりに可換性のある7.63x25mmマウザー弾が配備された。例えば、フィンランド軍は100万発のマウザー弾をソ連製銃器で使用するためにFN社に発注したと記録されている。
日本においては、海軍が海外から輸入した「べ式自動拳銃」や「ス式自動拳銃」といった各種短機関銃で7.63x25mmマウザー弾を使用していた。また陸軍では、満州事変や支那事変でモーゼルC96を大量に鹵獲したことから現地部隊や関東軍で使用され、7.63x25mmマウザー弾も国産化された。1940年（昭和15年）2月には同拳銃が「「モ」式大型拳銃」として準制式制定され、1943年（昭和18年）4月には同弾薬も「「モ」式大型拳銃弾薬実包」として準制式制定された。